# Frederik Schandorff

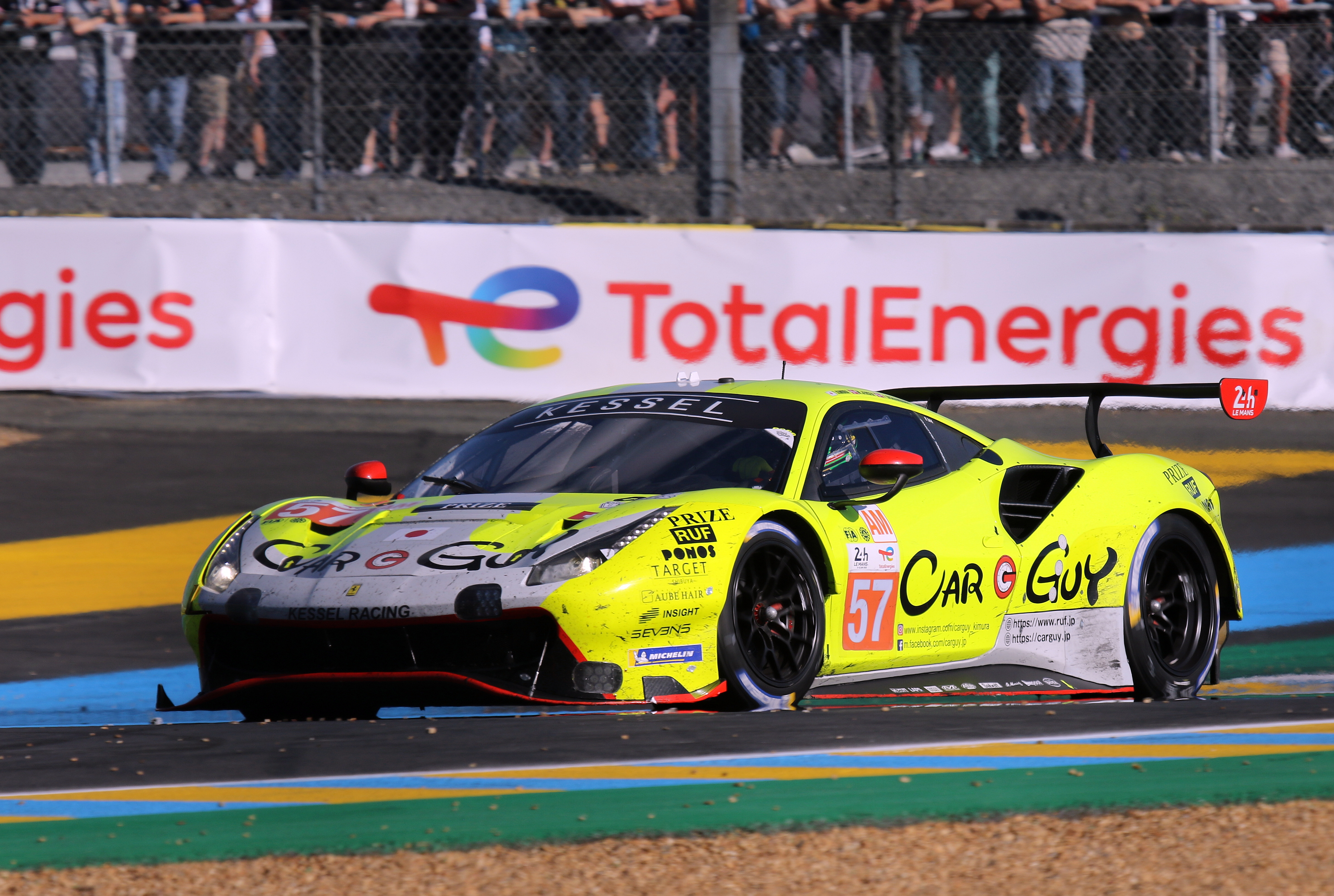
Der von Frederik Schandorff gefahrene Ferrari 488 GTE beim 24-Stunden-Rennen von Le Mans 2022

Frederik Schandorff (* 26. Dezember 1996 in Djursland) ist ein dänischer Autorennfahrer.

## Karriere als Rennfahrer
Nach der Kartsportzeit begann die Monopostokarriere von Frederik Schandorff 2013 in der Formel Ford, wo er in der dänischen Meisterschaft den dritten Endrang erreichte. Im darauffolgenden Jahr beendete er diese Rennserie als Meisterschaftsgewinner.
2016 wechselte Schandorff in den Tourenwagen- und GT-Sport. Er fuhr in der Danish Thundersport Championship und gewann 2019 das World Final der Lamborghini Super Trofeo. Ab 2020 hatte er ein intensives Jahresprogramm mit Einsätzen unteren anderem in der GT World Challenge Europe, der European Le Mans Series und der IMSA WeatherTech SportsCar Championship in Nordamerika. Sein Debüt beim 24-Stunden-Rennen von Le Mans endete 2022 mit dem 45. Gesamtrang.

## Statistik

### Le-Mans-Ergebnisse
| Jahr | Team             | Fahrzeug             | Teamkollege   | Teamkollege    | Platzierung | Ausfallgrund |
| ---- | ---------------- | -------------------- | ------------- | -------------- | ----------- | ------------ |
| 2022 | Kessel Racing    | Ferrari 488 GTE Evo  | Mikkel Jensen | Takeshi Kimura | Rang 45     |              |
| 2024 | Inception Racing | McLaren 720S GT3 Evo | Ollie Millroy | Brendan Iribe  | Rang 40     |              |

### Sebring-Ergebnisse
| Jahr | Team             | Fahrzeug             | Teamkollege   | Teamkollege   | Platzierung | Ausfallgrund |
| ---- | ---------------- | -------------------- | ------------- | ------------- | ----------- | ------------ |
| 2023 | Inception Racing | McLaren 720S GT3 Evo | Brendan Iribe | Ollie Millroy | Rang 25     |              |
| 2024 | Inception Racing | McLaren 720S GT3 Evo | Brendan Iribe | Ollie Millroy | Rang 35     |              |
| 2025 | Inception Racing | Ferrari 296 GT3      | Brendan Iribe | Ollie Millroy | Rang 30     |              |

### Einzelergebnisse in der FIA-Langstrecken-Weltmeisterschaft
| Saison | Team             | Rennwagen            | 1   | 2   | 3   | 4   | 5   | 6   | 7   | 8   |
| ------ | ---------------- | -------------------- | --- | --- | --- | --- | --- | --- | --- | --- |
| 2022   | Kessel Racing    | Ferrari 488 GTE      | SEB | SPA | LEM | MON | FUJ | BAH |     |     |
| 2022   | Kessel Racing    | Ferrari 488 GTE      | 45  |     |     |     |     |     |     |     |
| 2024   | Inception Racing | McLaren 720S GT3 Evo | KAT | IMO | SPA | LEM | SAO | AUS | FUJ | BAH |
| 2024   | Inception Racing | McLaren 720S GT3 Evo | 40  |     |     |     |     |     |     |     |